# Cryptotis parva
Cryptotis parva е вид бозайник от семейство Земеровкови (Soricidae).

## Разпространение
Видът е разпространен в Канада, Мексико и САЩ.